# Cessna Stadium
Pour l’article homonyme, voir Cessna.
Le Cessna Stadium, auparavant connu le nom de Veterans Field, est un stade omnisports américain, principalement utilisé pour le soccer et le football américain, situé dans la ville de Wichita, au Kansas.
Le stade, doté de 24 000 places et inauguré en 1946, appartient à l'Université d'État de Wichita et sert d'enceinte à domicile à l'équipe universitaire des Shockers de Wichita State (pour le soccer, le football américain et l'athlétisme), ainsi qu'à l'équipe lycéenne de la Kapaun Mt. Carmel Catholic High School.

## Histoire
En 1940, l'université d'État de Wichita décide de se doter d'un nouveau stade sur son campus. Les travaux du stade débutent le 6 janvier 1941, avant d'être interrompus à cause d'une pénurie de métal à cause de la Seconde Guerre mondiale. Les travaux de l'enceinte dotée à l'époque de 24 000 places sont finalisés en 1946. Il porte alors le nom de Veterans Field (en hommage aux membres des forces armées du comté de Sedgwick ayant servi durant la Seconde Guerre mondiale),.
Il est officiellement inauguré le 25 novembre 1948 lors d'une rencontre entre les Shockers de Wichita State et le Wolf Pack du Nevada.
En 1967, l'université envisage d'agrandir le stade. L'année suivante, les professeurs et étudiants votent et approuvent finalement la décision. Ces rénovations (pour un coût total de 1,5 million $ grandement financées par une levée de fonds étudiante) se terminent en septembre 1969, et le stade (désormais de 31 500 places assises) change alors de nom pour se rebaptiser en Cessna Stadium (à la suite d'un don de 300 000 $ de la Cessna, société de construction aéronautique).
Depuis 1970, il accueille le Kansas state high school track and field meet (compétition d'athlétisme des lycées du Kansas), réunissant toutes les équipes lycéennes du Kansas.
De nouvelles rénovations ont lieu en 2002 pour un coût de 1,8 million $.
L'équipe d'athlétisme des Shockers de Wichita State utilisent le stade jusqu'en 2020. Il a accueilli plusieurs éditions de la Missouri Valley Conference et l'édition 2019 de l'American Athletic Conference.
En avril de chaque, le stade accueille le K. T. Woodman Invitational, compétition d'athlétisme pour les lycées et les collèges du Midwest,.
Le 15 avril 2020, le Kansas Board of Regents approuve la décision d'une future démolition du stade.